# Winifred Beamish
Winifred Geraldine Beamish (* 23. Juni 1883 in London als Winifred Geraldine Ramsey; † 10. Mai 1972 ebenda) war eine englische Tennisspielerin.

## Leben
Beamish kam 1883 im Londoner Stadtteil Forest Gate zur Welt. Am 30. September 1911 heiratete sie den Tennisspieler Alfred Ernest Beamish.
Beamish nahm ab 1912 an den Wimbledon Championships teil. 1919, 1922 und 1923 konnte sie dort im Einzel bis ins Halbfinale vordringen. Im Doppel erreichte sie an der Seite von Irene Peacock 1921 das Finale, unterlag dort jedoch Suzanne Lenglen und Elizabeth Ryan. 1919, 1920 und 1923 gewann sie das Doppel der Hallenweltmeisterschaften.
Beamish nahm auch an den Olympischen Spielen 1920 in Antwerpen teil. Während sie im Einzel in der ersten Runde gegen Dorothy Holman ausschied, konnte sie im Doppel an der Seite Holman das Finale erreichen, das gegen Winifred McNair und Kathleen McKane Godfree verloren ging. Somit gewann sie die Silbermedaille.
Zuletzt nahm sie 1931 am Einzel des Turniers von Wimbledon teil. Sie starb 1972 im Alter von 88 Jahren im Londoner Stadtteil St. Pancras.

## Doppeltitel
| Nr. | Jahr | Turnier                           | Partnerin               | Finalgegnerinnen                 | Endergebnis |
| --- | ---- | --------------------------------- | ----------------------- | -------------------------------- | ----------- |
| 1.  | 1919 | World Covered Court Championships | Kathleen McKane Godfree | Dorothy Holman Phyllis Covell    | 6:3, 6:4    |
| 2.  | 1920 | World Covered Court Championships | Kathleen McKane Godfree | Doris Craddock Irene Peacock     | 6:3, 7:5    |
| 3.  | 1923 | World Covered Court Championships | Kathleen McKane Godfree | Germaine Golding Jeanne Vaussard | 6:1, 6:1    |